# Liste der Monuments historiques in Villeret (Aube)
Die Liste der Monuments historiques in Villeret führt die Monuments historiques in der französischen Gemeinde Villeret auf.

## Liste der Immobilien
| Bezeichnung       | Beschreibung            | Standort                 | Kennzeichnung | Schutzstatus | Datum | Bild           |
| ----------------- | ----------------------- | ------------------------ | ------------- | ------------ | ----- | -------------- |
| Kirche St-Ferréol | aus dem 16. Jahrhundert | Rue Saint-Ferréol (Lage) | PA00078312    | Classé       | 1931  | weitere Bilder |

## Liste der Objekte
| Bezeichnung                                                          | Beschreibung                                                | Standort                        | Kennzeichnung | Schutzstatus | Datum | Bild |
| -------------------------------------------------------------------- | ----------------------------------------------------------- | ------------------------------- | ------------- | ------------ | ----- | ---- |
| Skulptur Heiliger Nikolaus                                           | Kalkstein, farbig gefasst, 16. Jahrhundert                  | in der Kirche St-Ferréol (Lage) | PM10002937    | Classé       | 1959  |      |
| Skulptur Heiliger Ferrutius                                          | Kalkstein, farbig gefasst, 16. Jahrhundert                  | in der Kirche St-Ferréol (Lage) | PM10002938    | Classé       | 1959  |      |
| Retabel                                                              | Holz, farbig gefasst, 17. Jahrhundert; zugehörig PM10003709 | in der Kirche St-Ferréol (Lage) | PM10003617    | Inscrit      | 1983  |      |
| Drei Gemälde: Kreuzigung, Heiliger Nikolaus und ein heiliger Bischof | Ölfarbe auf Leinwand, 17. Jahrhundert                       | in der Kirche St-Ferréol (Lage) | PM10003709    | Inscrit      | 1983  |      |
| Kirchenfenster                                                       | aus dem 16. Jahrhundert                                     | in der Kirche St-Ferréol (Lage) | PM10002935    | Classé       | 1931  |      |
| Sakramentsturm                                                       | Holz, vergoldet, 1543                                       | in der Kirche St-Ferréol (Lage) | PM10002939    | Classé       | 1960  |      |
| Skulptur Madonna mit Kind (1)                                        | Holz, farbig gefasst, 16. Jahrhundert                       | in der Kirche St-Ferréol (Lage) | PM10002936    | Classé       | 1959  |      |
| Pietà                                                                | Kalkstein, farbig gefasst, 16. Jahrhundert                  | in der Kirche St-Ferréol (Lage) | PM10003614    | Inscrit      | 1973  |      |
| Skulptur Heilige Sabina                                              | Eichenholz, 16. Jahrhundert                                 | in der Kirche St-Ferréol (Lage) | PM10003615    | Inscrit      | 1974  |      |
| Skulptur Heiliger Ferreolus                                          | Kalkstein, farbig gefasst, 16. Jahrhundert                  | in der Kirche St-Ferréol (Lage) | PM10003616    | Inscrit      | 1974  |      |
| Skulptur Heilige Barbara                                             | Kalkstein, übertüncht, 16. Jahrhundert                      | in der Kirche St-Ferréol (Lage) | PM10002940    | Classé       | 1960  |      |
| Skulptur Madonna mit Kind (2)                                        | Holz, farbig gefasst und vergoldet, 18. Jahrhundert         | in der Kirche St-Ferréol (Lage) | PM10002942    | Classé       | 1960  |      |
| Skulptur Heilige Katharina                                           | Kalkstein, übertüncht, 16. Jahrhundert                      | in der Kirche St-Ferréol (Lage) | PM10002941    | Classé       | 1960  |      |